# Elephantorrhiza goetzei
Elephantorrhiza goetzei är en ärtväxtart som först beskrevs av Hermann August Theodor Harms, och fick sitt nu gällande namn av Hermann August Theodor Harms. Elephantorrhiza goetzei ingår i släktet Elephantorrhiza och familjen ärtväxter.

## Underarter
Arten delas in i följande underarter:
- E. g. goetzei
- E. g. lata